# Одеський британський атлетичний клуб
«Одеський британський атлетичний клуб» (ОБАК) — спортивний клуб Одеси, який було засновано англійцями (службовцями комерційних фірм, пароплавних компаній, працівниками індо-європейського телеграфу).

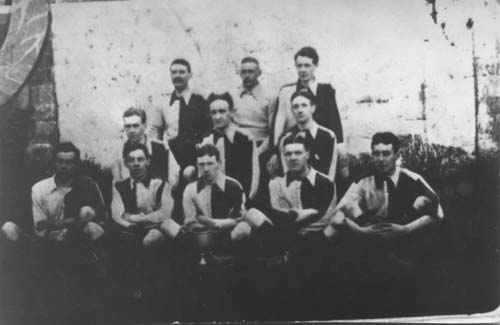
Команда ОБАК у 1912 році. Голкіпер — Гільер; беки — Герд-2, Робсон; Хавбеки: Оуен, Кар, Перкінс; форварди — Блюм, Гретвуд, Джекобс, Джонас, Піотровський

Членство в клубі мали 40 осіб. Головою клубу був обраний англійський генеральний консул Д. Сміт.
Окрім футболу клуб мав секції тенісу та крикету.
В 1884 році ОБАК побудував перше і єдине на той момент в Одесі закрите футбольне поле, яке розташовувалося навпроти нинішньої Одеської кіностудії на Французькому бульварі, дача Фальц-Фейна.
До 1894 року футбольна команда клубу складалася з англійців. Першими місцевими гравцями клубу стали Сергій Уточкін, Піотровський і майбутній засновник «Спортінг-Клубу» Крижановський.
B 1911 році ОБАК став одним із засновників Одеської футбольної ліги.
Домашнє поле клубу розташовувалося в районі Малофонтанської дороги, недалеко від узбережжя Чорного моря. В 1913 році поле ОБАК, як єдине в місті, що мало огорожу і дозволяло провести платний матч, виступило місцем проведення фіналу чемпіонату Російської імперії з футболу 1913 року.

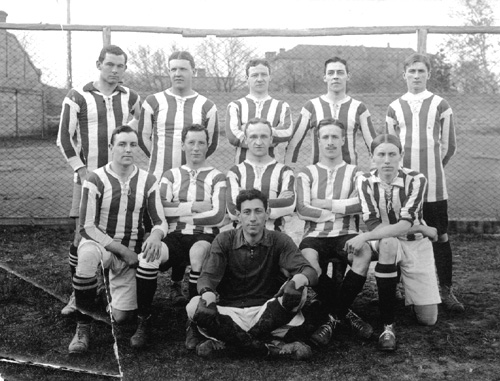
Команда ОБАК у 1914 році. Склад: Ленінстан, Маркузе, Мартін, Овен, Карр, Перкінс, Кук, Ярендт, Джекобс, Джонес, Бейд

## Досягнення
- Чемпіонат Одеси з футболу
  -  Чемпіон (2) — 1911 (весна), 1911/12
  -  Срібний призер (1) — 1912/13
  -  Бронзовий призер (1) — 1916/17

## Відомі гравці
- Сергій Уточкін
- Ернест Джекобс
- Губерт Тауненд
- Роберт Бейт